# Matteo Bittanti
Matteo Bittanti, anche noto come MBF (Milano, 1975), è uno scrittore e docente italiano.

## Biografia
Bittanti ha ottenuto una laurea in filosofia all'Università Cattolica del Sacro Cuore a Milano, dopodiché un dottorato di ricerca in "Nuove tecnologie della comunicazione" presso l'Università IULM di Milano e un "Master of Science in Mass Communications" con specializzazione in comunicazioni sociali alla San José State University della California.
Ha cominciato a lavorare presso la rivista di videogiochi Zzap!, poi con Giochi per il mio computer. Dal 2002 è il curatore della collana editoriale Ludologica - Videogames d'autore per l'editore Unicopli.
Dal 2005 al 2006 è stato visiting scholar all'Università di Stanford, lavorando poi fino al 2011 allo Stanford Humanities Lab in veste di ricercatore associato. Tra il 2006 e il 2008 ha lavorato come ricercatore anche ("postdoctoral researcher") all'Università di Berkeley, conducendo studi etnografici sugli utilizzi delle nuove tecnologie da parte delle nuove generazioni.
Dal 2005 insegna al California College of the Arts di San Francisco e Oakland dove tiene corsi di arte contemporanea, visual culture, media studies e game art all'interno dei programmi di laurea in Visual Studies & Critical Studies.
Nel 2011 ha curato la mostra Italians do it better! con Domenico Quaranta nella sezione Fringe della 54ª Biennale di Venezia. Le opere di Bittanti (di videoarte e di arte contemporanea) sono state esposte negli Stati Uniti, in Canada, Argentina, Australia, Gran Bretagna, Paesi Bassi, Scozia, Francia, Messico, Cuba e Italia. Nel 2012 fonda un collettivo chiamato COLL.EO in collaborazione con l'artista statunitense Colleen Flaherty, attivo nella produzione di opere di videoarte.
Scrive regolarmente sui media digitali, arte, videogiochi, film e cultura popolare sulle riviste Wired e Rolling Stone Italia.
Dal 2017 è coordinatore didattico del Master of Arts in Game Design sempre presso l'Università IULM, dove tiene anche i corsi di Comunicazione digitale e Gaming and video games.. Nel 2018 fonda nella stessa università il Milan Machinima Festival, di cui sarà anche direttore artistico: è il primo festival nazionale italiano dedicato all'arte del machine cinema divenuto internazionale raccogliendo cortometraggi e documentari provenienti dal mondo intero e selezionati da una giuria composta da critici cinematografici, studiosi, videoartisti e game designer.
Dall'anno accademico 2020-2021 Bittanti tiene anche l’insegnamento Social Change in the Digital Age nella laurea in Comunicazione d'impresa e relazioni pubbliche e Comunicazione Digitale nella laurea in Comunicazione, Media e Pubblicità, entrambi all'Università IULM.

## Opere

### Testi accademici
- L'innovazione tecnoludica - l'era dei videogiochi simbolici (1958-1984), Jackson Libri, 1999
- The Sims. Similitudini, simboli e simulacri, con Mary Flanagan, Unicopli, 2003
- GameScenes. Art in the Age of Videogames, con Domenico Quaranta, Johan & Levi, 2007[2]
- Per una cultura del videogame - Teorie e prassi del videogiocare, Unicopli. 2002 (nuova edizione ampliata e aggiornata, ivi, 2005)
- SimCity. Mappando le città virtuali, Unicopli. 2004
- Doom - Giocare in prima persona, edizioni Costa & Nolan. 2005
- Civilization. Storie virtuali, fantasie reali, edizioni Costa & Nolan. 2005
- Gli strumenti del videogiocare. Logiche, Estetiche, (V)Ideologie, edizioni Costa & Nolan. 2005
- Schermi interattivi. Il cinema nei videogiochi, Meltemi Editore srl. 2008
- Machinima! Teorie. Pratiche. Dialoghi, con Henry Lowood, Unicopli. 2013
- How to Get Rid of Homeless - Volume 1 & 2, Blurb editore. 2015
- Oltre il gioco - Critica della ludicizzazione urbana, con Emanuela Zilio, edizioni Unicopli. 2016
- Orizzonti di forza - Fenomenologia della guida videoludica, edizioni Unicopli. 2016
- EXTRA MILES - Estetica della guida videoludica, Blurb Inc editore. 2016
- Machinima - Dal videogioco alla videoarte, Mimesis editore. 2017
- Giochi video - Performance, spettacolo, streaming, con Enrico Gandolfi. 2018
- MACHINIMA - 32 conversazioni sull'arte del videogioco, Blurb Inc editore. 2019
- Fenomenologia di Grand Theft Auto, Mimesis editore. 2019
- Game Over. Critica della ragione videoludica, Mimesis editore. 2020
- Reset: Politica e videogiochi, Mimesis editore. 2022

### Testi d'arte
- Smaller Than Life, Concrete Press. 2013
- Carjacked, Concrete Press. 2013
- Grand Theft Vito, Concrete Press. 2014
- A New American Dream, Concrete Press. 2014
- Grand Theft Samo, Concrete Press. 2015
- Arthur Rimbaud in Liberty City, Concrete Press. 2015
- Boring Postcards from Italy, con Colleen Flaherty, Concrete Press editore. 2016
- Flight Cancelled, Blurb Inc editore. 2016
- The Mythic Being in Liberty City, Concrete Press. 2017
- Travelogue, Blurb Inc editore. 2019
- VRAL Seasone One, Concrete Press. 2021
- VRAL Season Two, Concrete Press. 2022